# Darleane C. Hoffman
Darleane C. Hoffman (sinh ngày 8 tháng 11 năm 1926) là nhà hóa học hạt nhân người Mỹ, và là một trong số các nhà nghiên cứu đã xác định sự tồn tại của nguyên tố Seaborgium, nguyên tố 106.

## Cuộc đời và Sự nghiệp
Bà đậu bằng cử nhân khoa học năm 1948 và bằng tiến sĩ hóa học (hạt nhân) năm 1951 ở Đại học bang Iowa. Ssu đó bà làm nhà hóa học ở Phòng thí nghiệm quốc gia Oak Ridge một năm, rồi theo chồng vào làm việc ở Phòng thí nghiệm Quốc gia Los Alamos từ năm 1953. Bà trở thành trưởng Phân ban Hóa học và Hóa học hạt nhân (Phân ban Hóa học hạt nhân và chất đồng vị) năm 1979.
Bà rời Phòng thí nghiệm quốc gia Los Alamos năm 1984, để nhận chức giáo sư thường xuyên ở Phân khoa Hóa học của Đại học California tại Berkeley và lãnh đạo nhóm "Hóa học phóng xạ & Hạt nhân nguyên tố nặng" (Heavy Element Nuclear & Radiochemistry Group) tại "Phòng thí nghiệm quốc gia Lawrence tại Berkeley".
Bà là nhà khoa học thâm niên ở Phân ban Khoa học Hạt nhân của "Phòng thí nghiệm quốc gia Lawrence tại Berkeley" và là giáo sư dạy lớp trên ở Đại học California tại Berkeley.
Ngoài ra, bà cũng giúp thành lập "Viện Khoa học Transactinium Seaborg" (Seaborg Institute for Transactinium Science) ở "Phòng thí nghiệm quốc gia Lawrence tại Berkeley" năm 1991 và làm giám đốc Viện này đầu tiên tới năm 1996 thì nghỉ hưu và làm cố vấn cấp cao.

## Giải thưởng
- Huy chương Priestley năm 2000 (phụ nữ thứ nhì đoạt Huy chương này, sau Mary L. Good năm 1997)
- Huy chương Khoa học quốc gia năm 1997
- Huy chương Garvan-Olin năm 1990
- Giải Hóa học hạt nhân (1983) của Hội Hóa học Hoa Kỳ (phụ nữ đầu tiên đoạt giải này)